# Bailey Bass
Bailey Bass (Nashville, Tennessee, 18 de junio de 2003) es una actriz estadounidense, reconocida principalmente por interpretar el papel de Tsireya en la película de ciencia ficción Avatar: The Way of Water y de Claudia en la serie Entrevista con el vampiro.

## Carrera
Bass inició su carrera a comienzos de la década de 2010, registrando pequeños papeles en producciones de cine y televisión. En 2020 interpretó el papel de Breyona Taylor en la serie Law & Order: Special Victims Unit, seguido de una aparición en la película navideña A Jenkins Family Christmas. En 2022 encarnó a Dylan en el telefilme Gift of Murder, y ese mismo año fue anunciada en el papel de Tsireya en la película de ciencia ficción Avatar: The Way of Water. Repetirá el mismo personaje en las dos siguientes películas de la franquicia.
También en 2022 interpretó el papel principal de Claudia en la serie de AMC Entrevista con el vampiro, adaptación de la obra del mismo nombre de la autora Anne Rice. Para la segunda temporada del seriado fue reemplazada por la actriz Delainey Hayles.

## Filmografía

### Cine
| Año  | Título                     | Papel   | Notas |
| ---- | -------------------------- | ------- | ----- |
| 2014 | Moon and Sun               | Essence |       |
| 2021 | A Jenkins Family Christmas | LaTrice |       |
| 2022 | Avatar: The Way of Water   | Tsireya |       |

### Televisión
| Año           | Título                            | Papel          | Notas     |
| ------------- | --------------------------------- | -------------- | --------- |
| 2020          | Law & Order: Special Victims Unit | Breyona Taylor |           |
| 2021          | Gift of Murder                    | Dylan          | Telefilme |
| 2022          | Entrevista con el vampiro         | Claudia        |           |
| 2022-presente | At That Age                       | Kendall Cooper |           |